# 比尤納維斯塔 (喬治亞州)
比尤納維斯塔（英語：Buena Vista）是一個位於美國喬治亞州馬里昂縣的城市。根據2010年美國人口普查，該地人口為2173人，而該地的面積約為8.50平方千米。同時該地也是馬里昂縣的縣治。

## 地理
比尤納維斯塔的座標為32°19′06″N 84°30′58″W / 32.31833°N 84.51611°W，而該地的平均海拔高度為219米（即719英尺）。